# 18 novembre 1968
Le lundi 18 novembre 1968 est le 323e jour de l'année 1968.

## Naissances
- Ľubomír Sekeráš, joueur de hockey sur glace slovaque
- Alexx Wesselsky, chanteur allemand
- Camille Froidevaux-Metterie, philosophe féministe, femme de lettres, chercheuse et professeure de science politique française
- Clay Bellinger, joueur américain de baseball
- František Kašický, personnalité politique slovaque
- Gary Sheffield, joueur américain de baseball
- Indra Thomas, chanteuse d'opéra américaine
- José Taira, joueur de football portugais
- Kaido Kaaberma, escrimeur estonien
- Masha Klinova, joueuse d'échecs
- Owen Wilson, acteur américain
- Rich Fulcher, acteur, scénariste et producteur américain
- Romany Malco, acteur américain
- Toshiyuki Atokawa, boxeur pieds-poings japonais

## Décès
- Ernest Thorn (né le 7 juin 1887), tireur à la corde britannique
- Gueorgui Glazkov (né le 1 décembre 1911), joueur de football russe
- René Pugnet (né le 13 août 1880), officier de marine marchande français
- S. V. Krishnamoorthy Rao (né le 15 novembre 1902), personnalité politique indienne
- Walter Wanger (né le 11 juillet 1894), producteur de films américain

## Événements
- 400 mètres masculin aux Jeux olympiques d'été de 1968
- Création de la province de Bengkulu en Indonésie
- Début du championnat du monde de snooker 1969